# Jabłonka (gromada w powiecie nidzickim)
Jabłonka – dawna gromada, czyli najmniejsza jednostka podziału terytorialnego Polskiej Rzeczypospolitej Ludowej w latach 1954–1972.
Gromady, z gromadzkimi radami narodowymi (GRN) jako organami władzy najniższego stopnia na wsi, funkcjonowały od reformy reorganizującej administrację wiejską przeprowadzonej jesienią 1954 do momentu ich zniesienia z dniem 1 stycznia 1973, tym samym wypierając organizację gminną w latach 1954–1972.
Gromadę Jabłonka z siedzibą GRN w Jabłonce utworzono – jako jedną z 8759 gromad na obszarze Polski – w powiecie nidzickim w woj. olsztyńskim na mocy uchwały nr 19 WRN w Olsztynie z dnia 4 października 1954. W skład jednostki weszły obszary dotychczasowych gromad Jabłonka i Likusy wraz z częścią lasów ze zniesionej gminy Napiwoda oraz obszary dotychczasowych gromad Natać Mała i Natać Wielka ze zniesionej gminy Jedwabno w tymże powiecie. Dla gromady ustalono 9 członków gromadzkiej rady narodowej.
Gromadę zniesiono 31 grudnia 1961, a jej obszar włączono do gromad Napiwoda (wsie Jabłonka i Wikno) i Kurki (wsie Likusy, Natać Mała i Natać Wielka) w tymże powiecie (gromadę Kurki włączono tego samego dnia do powiatu nidzickiego z powiatu ostródzkiego).